# Анисимов, Алексей Германович
Алексей Германович Анисимов (род. 23 марта 1963, Свердловск) — советский и российский хоккеист, нападающий.

## Биография
Воспитанник свердловской «Юности». Начинал играть в местных командах «Луч» (1980/81, 1988/89), «Автомобилист» (1980/81 — 1984/85, 1987/88 — 1990/91), СКА (1985/86 — 1986/87), провёл пять сезонов в высшей лиге в составе «Автомобилиста».
Играл за «Металлург» Магнитогорск (1991/92), «Рубин» Тюмень и «Кедр» Новоуральск/Верх-Нейвинский, 1992/93), ЦСК ВВС Самара и «Холмогорец» (Ноябрьск, 1993/94), «Строитель» Караганда (Казахстан, 1994/95, МХЛ), «Спутник» Нижний Тагил (1994/95 — 1995/96), «Металлург» Серов (1995/96 — 1996/97), СКА Екатеринбург (1996/97), РТИ Екатеринбург (1996/97 — 2002/03).
Чемпион Европы среди юниоров 1981 года.